# 劉寔
劉 寔（りゅう しょく、黄初元年（220年） - 永嘉4年（310年））は、中国三国時代の魏から西晋にかけての政治家。字は子真。冀州平原国高唐県の人。父は劉広。弟は劉智。子は劉躋・劉夏。

## 生涯
後漢の済北恵王・劉寿の後裔。父の劉広は斥丘県令を務めた。若年時の劉寔は貧窮し、牛用の服を売って生計を立てていたが、学問を好み、書物を暗誦し、広く古今のことに通じていた。身を清廉潔白に保ち、行いには瑕疵がなかった。郡からは孝廉、州からは秀才に推挙されたが、応じなかった。やがて計吏となって洛陽に入り、そこから河南尹丞、尚書郎、廷尉正、吏部郎を経て、司馬昭の配下である参相国軍事となり、循陽子に封じられた。
景元4年（263年）、鍾会・鄧艾が蜀漢を討伐することになった際、ある客が劉寔に「2人は蜀を平定できるだろうか？」と尋ねた。劉寔は答えて曰く。「蜀を破るのは必然だが、2人とも帰還することはないだろう」と。その客は理由を尋ねたが、劉寔は笑うだけで答えなかった。後に2人は蜀漢の平定を果たしたが、鍾会は反乱を企てて敗死し、鄧艾も混乱の中で殺害された。この劉寔の予言は小説『三国志演義』にもそのまま採用されている。
泰始年間の初め、爵位を進められて伯となり、昇進を重ねて少府となった。咸寧年間に太常となり、また尚書に移った。咸寧5年（279年）、杜預の呉討伐（呉の滅亡 (三国)）に際し、彼の配下である鎮南軍司代行の職を兼任した。
劉寔には初め、盧氏という妻がいたが、子の劉躋を生んで亡くなったため、華氏がその娘を後妻として勧めた。劉寔の弟の劉智は「華家の者たちは貪欲です。必ずや我が門戸に害をなすでしょう」と反対したが、劉寔は断り切れず華氏と結婚し、2人の間には子の劉夏が生まれた。長ずるに連れて劉夏は賄賂を受け取るという罪を犯し、劉寔はこれに連座して免官となった。後に大司農として復職するが、また劉夏の罪に連座し免官された。
劉寔は帰郷するたびに、郷里の人々から歓待を受けた。ある人から「君の行いは世にも高きものだが、子供たちはそれに倣うことができていない。どうして彼らが過ちを悟り、自ら改めるようにできないのか？」と尋ねられると、劉寔は「私の行いは、私自身の見聞に基づくもので、父祖から習ったものではない。どうして教誨によって得られるものであろうか」と答えた。世の人々はこの言葉を妥当なものと考えた。
後にまた起用され、国子祭酒、散騎常侍を務めた。太康10年（289年）、司馬炎（武帝）は劉寔の志操が清廉であることから、皇孫の司馬遹の補佐として抜擢し、広陵王師に任じた。劉寔は当時の世俗が出世を尊び、謙譲の道が廃れていることを憂いて、これを批判する『崇讓論』を著し、世俗の矯正を図った。
元康元年（291年）、爵位を進められて侯となり、太子太保に昇進。さらに侍中・特進・右光禄大夫・開府儀同三司に加え、冀州都督を兼任した。元康9年（299年）に司空となり、さらに太保、太傅と転任した。太安年間の初め、老年と病のため官位を退いた。長沙王司馬乂と成都王司馬穎の間で争いが起こると、劉寔は一時、軍人によって拉致されたが、密かに抜け出して郷里へ帰った。
永嘉元年（307年）、新帝の司馬熾（懐帝）より太尉に任じられる。劉寔は自らを老年と称し固辞したが、許されなかった。左丞の劉坦の諫言もあり、永嘉3年（309年）に引退を許されたが、その1年余り後に91歳で死去。元侯と諡された。
弟の劉智は飾らぬ人柄で兄と同じ風格を持ち、太常の官に昇った。長男の劉躋は散騎常侍となった。次男の劉夏は性質が貪汚で、世間から見捨てられた。

## 人物
官位や名望が高みに及んでも常に質素倹約を旨としていた。石崇の家を訪れその厠を借りた時、絳（濃い赤色）の紋様の帳、華麗な敷物、そして2人の婢が香料の入った袋を手にするのを目にした。すぐに引き返し、誤って奥座敷に入ってしまったと告げる劉寔に対し、石崇はそこが厠だと答えるが、劉寔はまた「貧乏人の私は、今までこんな厠は使ったことがない」と返し、他の厠に向かうことにした。
年少時から老年に至るまで篤学を貫き、職務中であっても書巻から手を離さなかった。春秋三伝（春秋左氏伝・春秋公羊伝・春秋穀梁伝）に精通し、公羊伝については批判も展開した。また『春秋條例』20巻を著した。
『三国志』管輅伝によると弟の劉智と共に、占者の管輅の才能を称賛し、心を寄せていたという。『三国志』注釈者の裴松之は「劉寔と劉智は共に儒学で名を馳せた人物で、これらのこと（管輅が得意とする玄学の分野）を論じる能力はなかった。『世語』によれば、劉寔は博識で弁は立つが、裴徽や何晏には及ばなかった」と記す。また『晋書』劉寔伝では、管輅が劉寔・劉智兄弟を称え「劉潁川（劉智）兄弟と語っていると精神が清らかになり、日が暮れてもうたた寝する気も起きないほどだ。それ以外の人が相手では白日でも眠くなるのだが」と語っている。